# Martin Schoiswohl
Martin A. Schoiswohl (* 8. November 1961 in Steyrling; † 28. Jänner 2020 in Wels) war ein österreichischer Kommunikationswissenschaftler, Unternehmensberater und Autor.

## Werdegang
Martin A. Schoiswohl studierte an der Paris-Lodron-Universität Salzburg Kommunikationswissenschaft und wurde im Jahr 1987 promoviert. Von 1982 bis 1988 arbeitete er als Journalist und von 1989 bis 1992 als Pressesprecher und Kommunikationsmanager. Im Jahr 1992 gründete Martin A. Schoiswohl das Kommhaus, eine Agentur für integrierte Kommunikationslösungen, Employer Branding, Employee Relationship Management sowie Maßnahmen der Personal- und Organisationsentwicklung, die seit seinem Ableben von seiner Tochter Maria Schoiswohl geleitet wird. Neben seiner Tätigkeit als Unternehmensberater war er unter anderem als Dozent für Corporate Identity an der Werbeakademie Wien (1994–2006) und an der Fachhochschule Wien (2002–2006) sowie von 2007 bis 2014 als Lektor für Identiting an der Alpen-Adria-Universität Klagenfurt tätig. Seit 2008 war Martin A. Schoiswohl Honorarkonsul der Republik Lettland in Oberösterreich, seit 2009 Pressesprecher des Narzissenfests im Ausseerland. 
Als Autor verfasste Martin A. Schoiswohl Fachbücher für Employee Relationship Management und Marketing.

## Veröffentlichungen
- Martin A. Schoiswohl: Vernetze Mitarbeiter, stifte Sinn: Employee Relationship Management am Beispiel eines Hidden Champions. Springer Gabler, Wiesbaden 2016, ISBN 978-3-658-06333-7.
- Curt Michael Stoll (Hrsg.): Querdenken macht effizient, Beitrag "Mechatronik als Philosophie". Trauner, Linz 2015, ISBN 978-3-00-046420-1.
- Martin A. Schoiswohl und Ronald Felder: Glück im Salzkammergut: Anleitung zum Glücklichsein. Trauner Verlag, Linz 2009, ISBN 978-3-85499-690-3.
- Martin A. Schoiswohl: upp - unique packaging proposition, Verpackung als Marketinginstrument. Universitätsverlag Rudolf Trauner, Linz 2004, ISBN 978-3-85487-549-9.
- Martin A. Schoiswohl: Das macht dich einzigartig. Life Vision - Das Selfmarketing Programm. Niederösterreichisches Pressehaus, St. Pölten 2002, ISBN 978-3-85326-514-7.